# Tenhults Idrottsförening
Il Tenhults Idrottsförening (meglio noto come Tenhults IF o semplicemente Tenhult) è una società calcistica svedese con sede a Tenhult, area urbana nei pressi di Jönköping. Disputa le proprie partite casalinghe al Kabevallen.
Fondata nel 1912, la polisportiva oggi conta sezioni di calcio e floorball.